# Dendropsophus seniculus
Dendropsophus seniculus är en groddjursart som först beskrevs av Cope 1868.  Dendropsophus seniculus ingår i släktet Dendropsophus och familjen lövgrodor. IUCN kategoriserar arten globalt som livskraftig. Inga underarter finns listade i Catalogue of Life.